# معرض أجرينا الدولي
معرض « أجرينا الدولي » أحد أهم المعارض التي تقام في مصر بمجال إدارة مشروعات الدواجن والثروة الحيوانية والأسماك، حيث يتنافس المشاركون علي عرض كل جديد في هذا المجال، وذلك في حضور أكثر من 70 ألف زائر.